# Francesco Morozzo
Francesco Morozzo (Mondovì, ... – 1380) è stato un vescovo cattolico italiano, vescovo di Asti dal 1376 al 1380.

## Biografia
Figlio di Luchino I, proveniente da una nobile famiglia del Monregalese, Francesco Morozzo sostituì il vescovo Giovanni Malabayla, nominato vescovo di San Giovanni di Moriana, a capo della diocesi astigiana.
La famiglia Morozzo, di origine astigiana, si era trasferita a Mondovì intorno al 1181.
Fu dottore in teologia, arciprete di Guarene, poi canonico di Asti.
In seguito divenne vicario generale del suo predecessore Giovanni Malabayla.
Il vescovo Francesco si trovò, come il Malabayla, nelle diatribe per il potere in Piemonte tra i Savoia e i Monferrato appoggiati dai Visconti.
Secondo alcuni studiosi, il Morozzo, che parteggiava per Secondotto di Monferrato,  venne imprigionato per alcuni anni ad Avignone.
Divenne anche cappellano e famigliare di papa Gregorio XI.
Venne liberato nel 1379 e un anno dopo morì.

## Genealogia episcopale
La genealogia episcopale è:
- Vescovo Adhémar de La Roche, O.P.
- Vescovo Francesco Morozzo